# Passalus bucki
Passalus bucki  (лат.) — вид сахарных жуков рода Passalus из семейства пассалиды (Passalidae). Карибские острова (Тринидад и Тобаго), Аргентина, Бразилия, Колумбия.
Среднего размера жуки, которые имеют длину около 3 см, буровато-чёрные, блестящие. Бока лба с двумя вторичными медиофронтальными зубцами.
Тело вытянутое, уплощённое. Надкрылья в глубоких продольных желобках.